# Фердинандо Паер
Фердинандо Паер (італ. Ferdinando Paer; 1 червня 1771 року, Парма, герцогство Парма, П'яченца та Гуасталла — 3 травня 1839 року, Париж, Франція) — італійський композитор, відомий своїми блискучими операми та ораторіями. Автор весільного маршу для Наполеона Бонапарта і Марії-Луїзи фон Ґабсбурґ, герцогині Парми, який вперше виконаний на церемонії вінчання імператора й імператриці 2 квітня 1810.

## Біографія
Фердинандо Паер народився 1 червня 1771 у Пармі, в герцогстві Парма, П'яченца та Гуасталла в родині австрійців. Його дід, Міхаель Пер, прибув до Парми у складі полкового оркестру з Петервардина. Батьками майбутнього композитора були Джуліо Паер, сурмач в оркестрі при палацовому театрі герцогів Парми, П'яченци і Гуасталла, і Франческа Кутика.
Першим учителем музики майбутнього композитора був його батько. Потім він навчався у Ґаспара Ґіретті і Джан Франческо Фортунаті. Перша опера Фердинандо Паера «Готель для волоцюг» (італ. La locanda dei vagabondi була опублікована 1789, коли автору було всього 18 років. Восени 1792 в Пармі вона була вперше поставлена під назвою «Хитрощі любові, або Час розсудить всіх» (італ. Le astuzie amorose, o Il tempo fa giustizia a tutti Постановка мала глядацький успіх. 1793 у Венеції під час карнавалу поставлена його опера «Цирцея» (італ. La Circe. Ім'я композитора стало відомо у всій Італії. Фердинандо Паер отримав місце капельмейстера в палацовій капелі герцогів Парми, П'яченци і Ґуасталла.
1797 переїхав до Відня, де отримав місце капельмейстера в Кернтнертор-театрі. Тут композитор познайомився зі співачкою Франческою Ріккарді, з якою одружився 1798-го. У театрі Фердинандо Паер поставив кілька опер, серед яких були і написані ним 1799 «Камілла, або Великий льох» (італ. Camilla, ossia Il sotterraneo і 1801 «Ахілл» (італ. Achille).
1802 отримав місце капельмейстера в Дрездені при палацовому театрі курфюрстів Саксонії, куди його дружину запросили як оперну співачку.  1804 поставив оперу «Леонора» (італ. Leonora), і в того ж року Фрідріх-Авґуст I, курфюрст Саксонії, дарував йому довічне звання капельмейстера.
1807 армія Франції увійшла до Дрездена. Композитор сподобався Наполеону Бонапарту, та імператор забрав його спочатку до Варшави, потім в Париж. Йому було призначено утримання в 28 000 франків. Фердинандо Паер уклав весільний марш для Наполеона Бонапарта і Марії-Луїзи фон Ґабсбурґ, герцогині Парми, який вперше був виконаний на церемонії вінчання імператора й імператриці 2 квітня 1810.
1809 композитор написав свою найвідомішу оперу «Аньезе» (італ. Agnese, успіх якої зробив його відомим у всій Європі. Опера поставлена на сценах головних театрів Мілана, Неаполя, Рима, Відня, Лондона і Парижа, вплинула на наступні покоління композиторів.
1812 Ферданандо Паер змінив Гаспаре Спонтіні на посаді диригента в театрі Опера-Італія в Парижі. Він зберіг це місце і після Реставрації. Дружина залишила його, і композитор зійшовся з оперною співачкою Анджелікою Каталані. 1823, залишивши пост диригента в театрі Опера-Італія, де його змінив Джоакіно Россіні, він став викладати композицію. Серед його учнів були Ференц Ліст і Фердінандо Орланді.
1824 Даніель Обер зобразив композитора в пародійній ролі Сеньйора Астучо в опері-буф «Концерт у дворі» (фр. Le concert à la cour У 1831 році Фердинандо Паера обрали академіком в Академію красних мистецтв Франції. 1832  отримав місце капельмейстера в капелі короля Луї Філіпа I. Йому було довірено читання надгробної промови на похоронах земляка і колеги Вінченцо Белліні 1835.
Фердинандо Паер помер 3 травня 1839 року в Парижі у віці 67 років.

## Творча спадщина
Творча спадщина композитора включає 55 опер, 9 церковних творів, 13 кантат, вокальних і камерних творів.

## Родина
Був хрещеним батьком іспанської співачки Поліни Віардо-Ґарсіа. 